# Owiraptorokształtne
Owiraptorokształtne (Oviraptoriformes) – takson dinozaurów nazwany przez Paula Sereno w 2005 roku. Sereno zdefiniował tę grupę jako obejmującą wszystkie dinozaury bliżej spokrewnione z owiraptorem niż z wróblem.

## Klasyfikacja
- Takson Maniraptora
  - Takson Oviraptoriformes
    - Takson Oviraptorosauria
      - Microvenator
      - Incisivosaurus
      - Protarchaeopteryx
      - Avimimus

    - Rodzina Caudipteridae
      - Caudipteryx
      - Similicaudipteryx

    - Nadrodzina Caenagnathoidea
      - Hagryphus
      - Rodzina Caenagnathidae
        - Caenagnathasia
        - Chirostenotes
        - Elmisaurus
        -  ?Nomingia

      - Rodzina Oviraptoridae
        - Gigantoraptor
        - Microvenator
        - Shixinggia
        - Podrodzina Ingeniinae
          - Conchoraptor
          - Heyuannia
          - „Ingenia”
          - Khaan

        - Podrodzina Oviraptorinae
          - Citipati
          - Nemegtomaia
          - Oviraptor
          - Rinchenia

    - Nadrodzina terizinozauroidy (Therizinosauroidea)
      - beipiaozaur (Beipiaosaurus)
      - falkarius (Falcarius)
      - nanszjungozaur (Nanshiungosaurus)
      - Suzhousaurus
      - alśazaur (Alxasaurus)
      - Rodzina terizinozaury (Therizinosauridae)
        - enigmozaur (Enigmosaurus)
        - erlianzaur (Erliansaurus)
        - erlikozaur (Erlikosaurus)
        - Neimongosaurus
        - notronych (Nothronychus)
        - segnozaur (Segnosaurus)
        - terizinozaur (Therizinosaurus)